# Orthotrichia asimetris
Orthotrichia asimetris is een schietmot uit de familie Hydroptilidae. De soort komt voor in het Oriëntaals gebied.